# Centralhatchee
Centralhatchee és una població dels Estats Units a l'estat de Geòrgia. Segons el cens del 2000 tenia 383 habitants.

## Demografia
Segons el cens del 2000, Centralhatchee tenia 383 habitants, 136 habitatges, i 105 famílies. La densitat de població era de 45,1 habitants per km².
Dels 136 habitatges en un 43,4% hi vivien nens de menys de 18 anys, en un 64% hi vivien parelles casades, en un 7,4% dones solteres, i en un 22,1% no eren unitats familiars. En el 19,1% dels habitatges hi vivien persones soles el 8,8% de les quals corresponia a persones de 65 anys o més que vivien soles. El nombre mitjà de persones vivint en cada habitatge era de 2,82 i el nombre mitjà de persones que vivien en cada família era de 3,2.
Per edats la població es repartia de la següent manera: un 31,9% tenia menys de 18 anys, un 6,3% entre 18 i 24, un 32,1% entre 25 i 44, un 22,5% de 45 a 60 i un 7,3% 65 anys o més.
L'edat mediana era de 32 anys. Per cada 100 dones de 18 o més anys hi havia 90,5 homes.
La renda mediana per habitatge era de 37.813 $ i la renda mediana per família de 48.500 $. Els homes tenien una renda mediana de 34.000 $ mentre que les dones 22.500 $. La renda per capita de la població era de 15.491 $. Entorn de l'1,8% de les famílies i el 5,4% de la població estaven per davall del llindar de pobresa.

## Poblacions més properes
El següent diagrama mostra les poblacions més properes.